# Masalia sanguistria
Masalia sanguistria är en fjärilsart som beskrevs av Emilio Berio 1966/67. Masalia sanguistria ingår i släktet Masalia och familjen nattflyn. Inga underarter finns listade i Catalogue of Life.